# Red Kirkman
(en) Statistiques sur pro-football-reference
Roger Randolph Kirkman, né le 17 octobre 1905 à Woodland en Virginie-Occidentale et mort le 10 novembre 1973 à Columbus en Ohio, est un joueur américain de football américain évoluant toute sa carrière avec les Eagles de Philadelphie. Il est le premier quarterback titulaire des Eagles.

## Biographie

### Jeunesse
Roger Kirkman naît le 17 octobre 1905 à Woodland en Virginie-Occidentale. Il fréquente le lycée Hower Vocational (étant maintenant connu sous le nom de National Inventors Hall of Fame STEM High School).

### Carrière universitaire
Au cours de sa carrière universitaire, il joue avec les Presidents de Washington & Jefferson (en) et les Spartans de Case Western Reserve (en).

### Carrière professionnelle
Il joue avec les Eagles de 1933 à 1935.

### Après-carrière
Kirkman décède le 10 novembre 1973 à Columbus en Ohio.